# NGC 4292A
NGC 4292A este o galaxie situată în constelația Fecioara. A fost descoperită în  de către John Herschel.